# Excalibur (jeu vidéo, 1983)
Pour les articles homonymes, voir Excalibur.
Excalibur est un jeu vidéo de type wargame développé par Chris Crawford, Larry Summers et Valerie Atkinson et publié par Atari Program Exchange en 1983 sur Atari 8-bit. Le jeu se déroule dans un univers médiéval-fantastique inspiré de la légende du Roi Arthur. Le joueur y incarne le roi et a pour objectif d’unifier la Grande-Bretagne. Pour cela, il doit envahir les royaumes adverses à l'aide notamment des chevaliers de la table ronde et des pouvoirs magiques de Merlin.

## Système de jeu
Excalibur est un wargame dans lequel le joueur incarne le roi Arthur et tente d'unifier la Grande-Bretagne par l'utilisation de la force, de la diplomatie et de la magie. Il se joue seul contre l'ordinateur qui contrôle les autres seigneurs de Grande-Bretagne. Il se déroule en temps réel mais le joueur à la possibilité de le mettre en pause. Il peut de plus sauvegarder la partie à tout moment, sauf lors des batailles. Le jeu se compose de trois modules - Camelot, Britain et Battle – qui permettent respectivement au joueur de gérer son royaume, de déplacer son armée dans le pays et de simuler les batailles qui l'oppose à ses adversaires. Le premier module est lui-même divisé en cinq écran correspondant à des salles du château de Camelot. Celle de Merlin permet au joueur d'utiliser la magie de celui-ci pour influencer les autres seigneurs, répandre un fléau sur leur armée, infecter leurs récoltes ou obtenir des informations sur leurs royaumes et leurs armées. Chaque utilisation de la magie affaibli Merlin, ce qui l'oblige à se reposer pendant des périodes de plus en plus longues lors desquelles le joueur ne peut plus faire appel à ses services. La salle du trésor permet au joueur de gérer les finances de son royaume et de son armée. Il peut ainsi augmenter ou réduire les taxes et la taille de son armée, surveiller les richesses du royaume et s'informer de la dîme verser par ses vassaux. La salle du trône permet au joueur de gérer l'aspect diplomatique. Elle affiche une carte de la Grande-Bretagne qui indique la relation des quinze autres seigneurs avec Arthur (tributaire, neutre, vassal ou ennemi). Le joueur peut utiliser cette carte pour déclarer la guerre ou verser un tribut à un autre seigneur, pour s'informer de son prestige et pour consulter les nouvelles de son royaume. La salle de la Table ronde permet au joueur de gérer sa relations avec ses chevaliers. Il peut ainsi leur offrir des cadeaux ou leur rendre honneur afin de s'assurer leur loyauté, et bannir ceux qu'ils considère irrécupérable. Il peut également choisir les chevaliers qui l'accompagneront à la guerre. Si tous ses chevaliers deviennent déloyales, ils peuvent détrôner le joueur, ce qui met fin à la partie. Enfin, la salle du piège n'est utilisé que lorsqu'un ennemi envahit le royaume du joueur et commence à piller ses récoltes. Le joueur doit alors rester dans cette salle jusqu'à ce que l'ennemi parte, à moins de mener ses troupes pour l'affronter. Le module Britain permet au joueur de quitter Camelot pour attaquer d'autres royaumes ou visiter les châteaux de ses vassaux afin de collecter la dîme.Enfin, le module Battle lui permet d'affronter l'armée d'un adversaire, avec un système de combat en temps réel proche de celui de Legionnaire. 

## Développement

### Définition du concept
En décembre 1981, Chris Crawford commence à travailler au nouveau département Corporate Reasearch d'Atari, alors dirigé par Alan Kay, qui lui laisse une totale liberté pour développer un nouveau jeu. En l'absence de contrainte marketing, il prend la liberté de le développer pour la version 48 ko de l'Atari 800, ce qui lui garantit une profusion de mémoire vive avec laquelle travailler. Compte tenu de son expérience, il décide de développer un wargame. Il se fixe cependant comme objectif de rompre avec la manière dont est généralement traité le genre en donnant un contexte à la guerre et en l'incluant dans le jeu comme un exercice optionnel mais parfois inévitable. En plus de permettre une approche pacifique, il souhaite également que le jeu mette l'accent sur la politique et le leadership. Il prévoit enfin qu'il soit constitué de plusieurs modules reliés entre eux afin de pouvoir donner au joueur une vision de la politique et de la guerre à différentes échelles, du niveau stratégique au niveau tactique. Après avoir défini le concept et les objectifs de son nouveau jeu, il en défini le contexte. Il hésite au départ entre deux possibilités illustrant une société tentant de se reconstruire après une catastrophe : les États-Unis après une guerre nucléaire et l'âge sombre de la Grande-Bretagne après la chute de l'Empire romain. Il juge cependant la première trop macabre et retient donc le thème de la légende arthurienne. Il décide ainsi que le joueur incarne le roi Arthur, que son objectif est d'unifier et de pacifier la Grande-Bretagne et qu'il doit pour cela s'appuyer sur différents moyens, dont l'approche militaire.

### Début du développement
Avec ces objectifs en tête, Chris Crawford commence à travailler sur la conception du jeu en janvier 1982. Sa première difficulté est de définir la notion de leadership et la manière dont il peut la transposer dans le jeu, sans se focaliser uniquement sur l'aspect militaire. Ce problème le préoccupe pendant plusieurs mois et, en attendant de le résoudre, il commence à travailler sur les scènes de début et de fin du jeu qui, sans être cruciales, lui donnent l'opportunité de travailler sur l'aspect technique du jeu sans compromettre l'intégrité de son concept. Durant cette période, il décide notamment d'accompagner ces deux scènes d'une musique et en sélectionne deux qui lui semblent particulièrement adaptées : un passage de Siegfried de Richard Wagner et une portion de la symphonie nº 7 de Dvořák. Il imagine également de la structure fondamentale du jeu, qu'il divise initialement en quatre modules distincts baptisés Camelot, Britain, Battle et Joust. Le premier concerne les activités du roi Arthur dans son château dont la gestion du royaume, la diplomatie et la préparation de son armée. Le second permet à Arthur et à son armée de voyager à travers le pays et d'effectuer des actions militaires. Le troisième simule les batailles contre les armées ennemies. Le dernier, qui se déclenche lorsqu'Arthur affronte un autre roi lors d'une bataille, consiste initialement en une joute équestre représenté par une scène d'action en vue à la première personne lors de laquelle le joueur tente de désarçonner l'adversaire. Il abandonne cependant l'idée lorsqu'il se rend compte que cette joute ne dure que quelques secondes et manque d’intérêt. Il envisage alors de la remplacer par un système de duel à l'épée mais éprouve des difficultés pour concevoir un système permettant au joueur de diriger ses coups à l'aide du joystick et il abandonne finalement l'idée, pour les mêmes raisons l'ayant poussé à abandonner l'idée de la joute. En mars 1982, il commence à travailler sur le module Britain. Il utilise pour cela un système de carte à défilement similaire à celui qu'il a précédemment développé pour Eastern Front puis Legionnaire. Compte tenu de la plateforme utilisé, il dispose de beaucoup plus de mémoire que pour ses précédents titres et décide donc d'en profiter pour créer une carte de Grande-Bretagne « gigantesque », qui prend finalement pour 6 ko de mémoire vive.

### Passage à vide
En avril 1982, après avoir visionné le film  Excalibur, il décide de se focaliser uniquement sur la conception et sollicite l'aide de Larry Summers et engage Valerie Atkinson pour l'assister dans le développement. Les grandes lignes de son concept sont alors définies et il a déjà programmé plusieurs éléments du jeu, mais de nombreux détails reste à terminer et les portions de code ne s'assemblent pas encore. Ils commencent donc par terminer plusieurs éléments mineurs du programme. Avec l'aide de Valerie Atkinson, il termine ainsi le module permettant de dessiner les caractères gothiques à l'écran pendant que Larry Summers termine la scène d'ouverture du jeu, ce qui leur prend environ deux mois. En juin, ils commencent à développer le module Camelot, dont la programmation est confiée à Valerie Atkinson. En parallèle, Chris Crawford commence à travailler sur les interactions autour de la table ronde entre Arthur et ses chevaliers, et celles entre ces derniers. Il programme pour cela une série d’algorithmes destinés à modélisés leurs comportement et, enthousiasmé par le résultat, il a l'idée d'en tirer un nouveau jeu. Il recrute alors Aric Wilmunder pour développer celui-ci, qui est baptisé Gossip. À partir de juillet et pendant six mois, il se focalise sur l'écriture de The Art of Computer Game Design et ne consacre plus autant de temps à Excalibur. Son implication se limite alors à une réunion hebdomadaire avec Larry Summers et Valerie Atkinson et le manque de cadrage sur la partie conception leur fait perdre beaucoup de temps. Larry Summers termine néanmoins le module Britain, le système économique, le module de commutation de disquette et la routine de présentation des messages diplomatiques, et consolide plusieurs parties du code. De son côté, Valerie Atkinson développe le module Camelot, jusqu'à en faire le module le plus complexe du programme, et le relie aux autres éléments du jeu.

### Fin du développement
En janvier 1983, Excalibur redevient la priorité de Chris Crawford qui est déterminé à terminer le jeu coûte que coûte. Il abandonne donc son idée d'en faire un jeu « grandiose », pour se concentrer sur le concret, et recommence à s’intéresser de près à la conception du jeu avec des réunions plus fréquente et plus longue avec Valerie Atkinson et Larry Summers. Dans cette optique, il sabre de nombreux éléments de son concept qui lui paraissent trop vague ou incohérent. Chez lui, il travaille d'abord sur la programmation de la routine d'intelligence artificielle des chevaliers de la table ronde, qui lui prend quelques semaines. Il s'attaque ensuite au module Battle qu'il programme, débug et test en février et mars 1983. S'étant fixé l'objectif de terminer le jeu d'ici au premier avril, les trois développeurs travaillent frénétiquement à la programmation, à l'intégration des différents modules du programme et à la correction du code. Malgré leur effort, ils ne tiennent pas leur délai qu'ils repoussent au 15 avril. Pendant ces quinze jours, ils se focalisent principalement sur la programmation de l'intelligence artificielle du jeu. Chris Crawford gardait en effet cette tâche pour la fin car créé les algorithmes de celle-ci nécessite d'avoir entièrement figé la conception du jeu. La tâche se révèle particulièrement complexe car elle doit prendre en compte la personnalité des différents rois ainsi que les facteurs économiques, militaires et diplomatique. Le système qu'il développe ainsi utilise des variables intermédiaires pour exprimer des concepts comme l'autorité, le prestige ou la popularité d'un roi, et prend en compte des traits de caractères comme l'ambition, la stupidité ou la posture défensive. Le 15 avril, le code du jeu est quasiment terminé. Ils prennent alors quinze jours de vacances avant d'entrer dans la dernière phase du développement en mai. En mai, Larry Summers et Valerie Atkinson parviennent à éliminer la plupart des bugs du programme et début juin, les trois développeurs commencent à tester le programme afin d’éliminer les derniers bugs et de corriger certains éléments de son système de jeu. En parallèle, Chris Crawford rédige une courte nouvelle destiné à présenter le contexte et le fonctionnement du jeu. Après un mois de test, ils livrent une première version du jeu à l'Atari Program Exchange le 29 juin, qu’ils continuent d’améliorer pendant le mois de juillet. Ils commencent alors à avoir des retours des testeurs qui montrent que certains ont du mal à comprendre le jeu, ce qui oblige Chris Crawford à étoffer la documentation. Ils livrent la version finale du jeu le 29 juillet 1983.

## Accueil
À sa sortie, Excalibur est encensé par le journaliste David Duberman du magazine Antic qui estime qu’il s’agit sans doute « la plus grande réussite de Chris Crawford à ce jour » et que ses trois développeurs méritent des éloges pour cette « réalisation impressionnante ». Dans sa critique, il souligne d’abord l’extrême complexité du programme, qui juge comme étant peut-être le plus complexe jamais produit sur ordinateur 8-bit, avant de préciser que malgré la complexité, il se joue quasiment exclusivement au joystick. Il juge ainsi que sa prise en main nécessite du temps, mais conclut que cela en vaut la peine car il « offre une expérience de jeu d’une richesse inédite ». Excalibur est également salué par le journaliste David P.Townsend du magazine Computer Gaming World qui le décrit comme un programme « magnifique » qui, s’il ne permet pas de jouer autrement que contre l’ordinateur, se révèle néanmoins un jeu « exigeant et fascinant ». De la même manière, le journaliste Tracie Forman du magazine Electronic Games juge qu’il s’agit d’un « grand jeu » doté de graphismes colorés et compréhensible et rejouable à l’infini.